# Совхозское сельское поселение
Совхо́зское се́льское поселе́ние — муниципальное образование в составе Николаевского района Волгоградской области.
Административный центр — село Раздольное.

## История
Совхозское сельское поселение образовано 14 февраля 2005 года в соответствии с Законом Волгоградской области № 1005-ОД.
Совхозское сельское поселение сменило другое АТЕ — Совхозный сельсовет.
7 мая 2013 года в соответствии с Законом Волгоградской области № 43-ОД Комсомольское сельское поселение было объединено с Ленинским сельским поселением.

## Население
| 2010  | 2012  | 2013  | 2014  | 2015  | 2016  | 2017  |
| ----- | ----- | ----- | ----- | ----- | ----- | ----- |
| 1883  | ↘1860 | ↘1823 | ↘1803 | ↘1792 | ↘1779 | ↘1766 |
| 2018  | 2019  | 2020  | 2021  |       |       |       |
| ↘1732 | ↗1758 | ↘1715 | ↗1726 |       |       |       |

## Состав сельского поселения
| № | Населённый пункт | Тип населённого пункта       | Население |
| - | ---------------- | ---------------------------- | --------- |
| 1 | Кумысолечебница  | посёлок                      | 230       |
| 2 | Орошаемый        | посёлок                      | 140       |
| 3 | Пески            | посёлок                      | 14        |
| 4 | Пирамидальный    | посёлок                      | 23        |
| 5 | Раздольное       | село, административный центр | 1451      |
| 6 | Целинный         | посёлок                      | 25        |